# Leuculopsis approximans
Leuculopsis approximans là một loài bướm đêm trong họ Geometridae.